# ウェスタンシドニー・トゥーブルーズ
ウェスタンシドニー・トゥーブルーズ（英: Western Sydney Two Blues）は、オーストラリア・ニューサウスウェールズ州シドニー都市圏のパラマタを拠点とするラグビーユニオンチーム。シュートシールドに所属。

## 概要
1879年創設。
ニューサウスウェールズ州における最高峰リーグであるシュートシールドに所属。

## 歴史
1879年、カンバーランド（Cumberland）の名称でクラブ創設。後にパラマタに改称。
2018年、ウェスタンシドニー・トゥーブルーズに改称。

## タイトル
2022年10月現在
- シュートシールド
  - 優勝 3回：1977, 1985, 1986

## 歴代所属選手
- アダム・コールマン
- タンゲレ・ナイヤラボロ（ オーストラリア代表）
- タタフ・ポロタナウ
- ディートリヒ・ローチェ
- ラーボニ・ウォーレン＝ボスアヤコ
- スティーブ・マフィ（ トンガ代表）
- オリバー・サンダーズ（ フィリピン代表）
- ジェレミー・スア（ サモア代表） ※ユースのみ在籍
- サム・ワイクス ※ユースのみ在籍